# Dimitri Frenkel Frank
Dimitri Frenkel Frank, né Dimitrij Georg Frenkel le 1er avril 1928 à Munich et mort le 18 octobre 1988 à Hilversum,, est un réalisateur, scénariste et écrivain néerlandais.

## Filmographie

### Réalisateur
- 1981 : Hoge hakken, echte liefde (nl)[3]
- 1982 : De Boezemvriend (nl)[4]
- 1985 : De ijssalon[5]

### Scénariste
- 1974 : Happy Days Are Here Again de Frans Weisz[6]
- 2012 : Als je verliefd wordt (nl) de Hans Scheepmaker[7]